# زاگاییتسا
زاگاییتسا (به صربی: Zagajica) یک منطقهٔ مسکونی در صربستان است که در Vršac municipality واقع شده‌است. زاگاییتسا ۴۹۲ نفر جمعیت دارد و ۱۱۵ متر بالاتر از سطح دریا واقع شده‌است.